# Jón Ólafsson
Jón Ólafsson (20 de marzo de 1850 – 11 de julio de 1916) fue un periodista y editor de Islandia. Era el medio hermano del poeta Páll Ólafsson. Se convirtió en periodista en Islandia en 1868, pero debido a la desobediencia a las autoridades, tuvo que emigrar a América del Norte en 1872. Allí, un abogado le convenció de que sería una buena idea que la gente de Islandia emigrara a Alaska, especialmente a la isla de Kodiak. Jón hizo una petición al presidente Ulysses S. Grant y se reunió con él, pero ni eso ni el proyecto de ley presentado al Congreso condujeron al éxito, ya que el gobierno de Canadá había ofrecido entretanto tierras en los alrededores de Winnipeg a los inmigrantes de Islandia. Jón escribió un libro sobre sus ideas para una gloriosa Alaska islandesa en el que se detallaban sus grandes esperanzas. 